# Dubrovački suton (1999.)
Dubrovački suton je hrvatski dugometražni film iz 1999. godine.
Film je dokumentirao jedan okrutni ratni zločin nad hrvatskim seljanima koji je počinjen u stonskoj okolici. Jedan prizor opisuje sudbinu hrvatskog seljaka koji je zajedno sa suseljanima koji su se naoružali lovačkim puškama pošli u brdo. Okružili su ih vojnici JNA. Zapovijedili su seljacima da se predaju uz obećanje da će još iste večeri svi spavati u svojim kućama. Pokazalo se da je to bila bezočna laž. Čim su se hrvatski seljaci predali, vojnici JNA i neki srpski civil klali su ih jednog po jednog. Jedan je hrvatski seljak pokušao se ubiti, uzevši pušku i opalivši si metak u glavu. No nije poginuo, ali je ostao bez pola lica. Hrvatski su ga vojnici našli nakon dva dana. Odveden je u Zagreb. Život mu je spašen, ali ne i lice. Seljak je bio jednim od brojnih takvih hrvatskih boraca i civila, kojima su liječnici uspjeli spasiti život, pri čemu nisu previše davali pozornosti estetskom izgledu lica. Budući da su ti ljudi ostali nagrđeni, a stvar se, kako se čini, pročula, u Hrvatsku je, u Zagreb došla skupina američkih facijalnih kirurga koji su bili iz organizacije "Face to Face". Došli su popravljati nagrđena lica hrvatskih ranjenika. Ovaj je događaj zainteresirao Senečića te je snimio ovo za film.
Film je doživio neslavnu sudbinu zbog mjesta snimanja. Snimljen je na Srđu, a dio gledatelja doživio je film kao prikazivanje branitelja kao alkoholičare i dezertere.

## Glumačka postava
- Michaela Kezele kao Ana
- Slavko Juraga kao Ivan
- Boris Cavazza
- Steffen Wink
- Milka Podrug-Kokotović
- Ivan Marevich kao Miho
- Miše Martinović
- Nikša Kovač
- Tina Deen
- Marko Brešković
- Frano Lasić
- Mark Aiken kao Tom
- Milan Štrljić